# Brazylijczycy pochodzenia niemieckiego
Brazylijczycy pochodzenia niemieckiego (niem. Deutschbrasilianer, port. teuto-brasileiro lub German brasileiro) – obywatele brazylijscy posiadający niemieckich przodków. Najwięcej występuje ich w stanach São Paulo, Espírito Santo, Rio de Janeiro, Minas Gerais, Rio Grande do Sul i Santa Catarina.

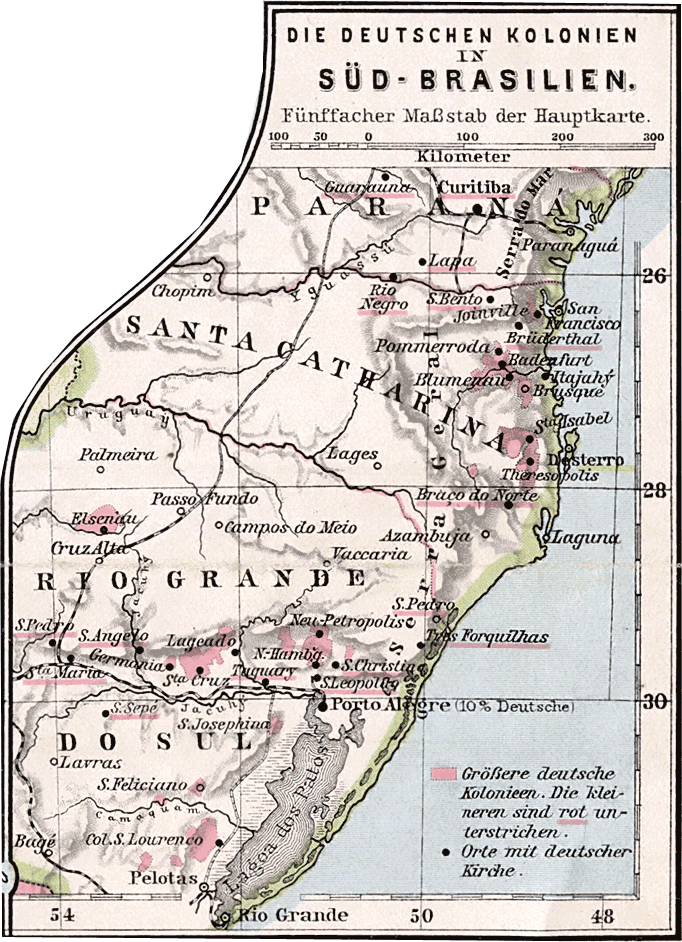
Mapa osadnictwa niemieckiego w Brazylii

Dziś nie ma żadnych dokładnych danych co do liczby niemieckich Brazylijczyków, jakkolwiek większość źródeł wskazuje na ok. 12 milionów Brazylijczyków posiadających niemieckie korzenie. Największe skoncentrowanie osób pochodzenia niemieckiego w Brazylii istnieją w stanach Santa Catarina (35%) i Rio Grande do Sul (30%). W mieście Pomerode, w stanie Santa Catarina, 90% populacji jest Brazylijczykami pochodzenia niemieckiego, a głównie używana jest pomorska odmiana języka niemieckiego.
W wielu miastach południowej Brazylii większość ludzi to potomkowie osadników z kraju Goethego, są to São Leopoldo, Novo Hamburgo, Nova Petrópolis, São Bento do Sul, Blumenau, Joinville, Brusque, Gramado, Canela, Santa Cruz do Sul, Estância Velha, Teutônia, Ivoti, Dois Irmãos, Morro Reuter, Santa Maria do Herval, Presidente Lucena, Picada Café, Santo Ângelo i wiele innych.
| Imigracja niemiecka do Brazylii, w różnych okresach od 1824 r. do 1969 r. Źródło: brazylijski Instytut ds. Narodowości (IBGE) |         |         |         |         |         |         |         |         |         |         |         |         |
| Rok imigracji | 1824-47 | 1848-72 | 1872-79 | 1880-89 | 1890-99 | 1900-09 | 1910-19 | 1920-29 | 1930-39 | 1940-49 | 1950-59 | 1960-69 |
| Liczba Niemców | 8,176   | 19,523  | 14,325  | 18,901  | 17,084  | 13,848  | 25,902  | 75,801  | 27,497  | 6,807   | 16,643  | 5,659   |

## Osadnictwo
Niemieckojęzyczni imigranci przybyli do Brazylii na początku XIX wieku.
Na początku nie identyfikowali się jednak jako jedna narodowościowo grupa etniczna, z dość wielu powodów. Niemcy imigrowali głównie z Niemiec (w tym Prus, okolic Hamburga), ale również ze Szwajcarii, Austrii i Rosji. Kilka grup pochodziło również z hiszpańskojęzycznych krajów latynoamerykańskich.
Od 1824 r. do 1969 r., około 250 tys. Niemców wyemigrowało do Brazylii, będąc tamże czwartą pod względem wielkości wspólnotą narodową po Portugalczykach, Włochach i Hiszpanach. Liczba 250 tys. jest mocno dyskusyjna – wielu imigrantów nie zostało policzonych w XIX-wiecznych spisach, gdyż często współmałżonkowie imigrantów nie wpisywali się na listy sporządzane w kraju.
Osady niemieckie
W XIX wieku, niemieccy imigranci w Brazylii osiedlali się głównie na słabo zaludnionych obszarach rozdzielanych przez brazylijski rząd. Imigranci musieli od podstaw zbudować domy oraz przygotować ziemię do uprawy.
pierwsza grupa Niemców przybyła do Brazylii do miasta São Leopoldo w 1824 roku w południowej Brazylii, po 4 miesięcznej podróży. Cała grupa liczyła 39 ludzi, w tym 33 luteranów i 6 katolików.
Aby przyciągnąć imigrantów, brazylijski rząd obiecał duże obszary ziemi pod kolonizację, gdzie chłopi mogliby osiąść wraz z ich rodzinami. Pierwsze lata nie były łatwe. Wielu Niemców umarło na choroby tropikalne, a część opuściło kolonie, na rzecz bardziej przyjaznych terenów. Niemiecka kolonia São Leopoldo okazała się klęską. Niemniej jednak, w następnych latach, kolejne 8000 Niemców przybyło do tego miasta, co doprowadziło do powolnego rozwoju kolonii, część z nich założyło miasto Novo Hamburgo (Nowy Hamburg). São Leopoldo i Novo Hamburgo były centrami, z których niemieccy imigranci przemieszczali się na inne obszary Rio Grande do Sul, głównie blisko źródeł rzek. Region Vale dos Sinos w całości został zaludniony przez Niemców.
W latach 30. i 40. XIX wieku imigracja niemiecka do Brazylii został przerwana z powodu konfliktów (wojna Farrapos).
Imigrację wznowiono po 1845 wraz z utworzeniem nowych kolonii. Najbardziej znaczące miasta, które powstały to Blumenau w 1850 i Joinville w 1851 (oba w stanie Santa Catarina), które przyciągnęły tysiące niemieckich imigrantów do regionu. Część osadników napłynęło z powodu rewolucji Wiosny Ludów 1848 na terenie Niemiec. Dziś obszary te są jednymi z najbogatszych regionów w Brazylii, z najniższym poziomem bezrobocia, a przywiązanie potomków do dziedzictwa ich przodków pozostawiło na tych obszarach ciekawe dowody niemieckiej kultury.
Do końca XIX wieku, istniały już 122 niemieckie kolonie, znajdujące się w Rio Grande do Sul, Santa Catarina, w stanie Parana, São Paulo, Minas Gerais i Rio de Janeiro.

### Osadnictwo miejskie

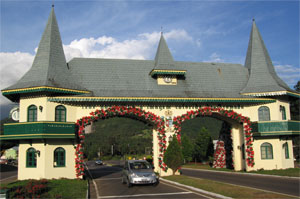
Reprezentacyjna brama w mieście Gramado

Nie wszyscy Niemcy, którzy osiedli w Brazylii zostali rolnikami. Na początku roku 20. wieku, zostało bardzo mało wolnych wiejskich obszarów w Południowej Brazylii. Większość ich została zasiedlona przez niemieckich, włoskich i polskich imigrantów w XIX wieku. Tak więc większa część Niemców, która imigrowała do Brazylii w XX wieku osiedlała się w dużych miastach, aczkolwiek spora część z nich nadal osiedlała się w dotychczasowych wiejskich koloniach. Niemiecka imigracja do Brazylii osiągnęła swój szczyt po I wojnie światowej. Koloniści ci pochodzili głównie z miast i zazwyczaj byli średniozamożnymi rzemieślnikami, co znacznie różniło ich od biednych chłopów, którzy osiedli w koloniach Brazylii w XIX wieku.
W czasie lat 20. i 30., Brazylia przyciągnęła również znaczną liczbę niemieckich Żydów, którzy osiedlali się głównie w São Paulo.
Niemcy aktywnie uczestniczyli w industrializacji i rozwoju dużych miast w Brazylii, takich jak Kurytyba i Porto Alegre.
Po II wojnie światowej, nacjonalistyczny brazylijski prezydent Getúlio Vargas zabronił używania języka niemieckiego w Brazylii, co doprowadziło do znacznego osłabienia imigracji.

## Język
Dzisiaj większość niemieckich Brazylijczyków mówi już tylko w języku portugalskim. Przyczyną był zakaz nauczania języka niemieckiego w szkołach oraz publikowania niemieckich gazet.
W czasie II wojny światowej, Brazylia zawiesiła relacje dyplomatyczne z III Rzeszą (jak również z innymi państwami Osi, Włochami i Japonią). Mimo tych zabiegów język niemiecki nadal jest używany przez ponad 600 tys. Brazylijczyków jako pierwszy lub drugi język mówiony.

## Rozwój i upadek
Kiedy Niemcy przybyli do południowej Brazylii w 1824, znaleźli kraj z klimatem, roślinnością i kulturą zupełnie różną niż w Niemczech. Południowa Brazylia była ziemią gauchos, pastuchów koni, którzy żyli i nadal żyją w Pampie regionu Południowego Stożka. W następnych dekadach napłynęły kolejne fale niemieckich imigrantów, stąd w wielu rejonach południowej Brazylii ogromna większość mieszkańców ma korzenie niemieckie i choć od 3. lub 4. pokolenia urodzeni są w Brazylii, uważają się za Niemców.
W 1910 20% populacji Rio Grande do Sul potrafiła porozumiewać się tylko w języku niemieckim, dużo większa liczba była dwujęzyczna i to zarówno Niemców, jak i Portugalczyków. W 1940 w całej Brazylii było około 1 miliona ludzi pochodzenia niemieckiego, z całej populacji 40 milionów. Podczas II wojny światowej, w 1942 prezydent Getúlio Vargas pełen obaw o bunt niemieckiej wspólnoty w Brazylii, zainicjował ścisły program kulturalnej asymilacji. Zabronił jakiejkolwiek manifestacji niemieckiej kultury w Brazylii. Niemieckie szkoły zostały zamknięte, domy z niemiecką architekturą zostały zniszczone, a użycie języka niemieckiego w Brazylii również zostało zabronione.

## Dziedzictwo

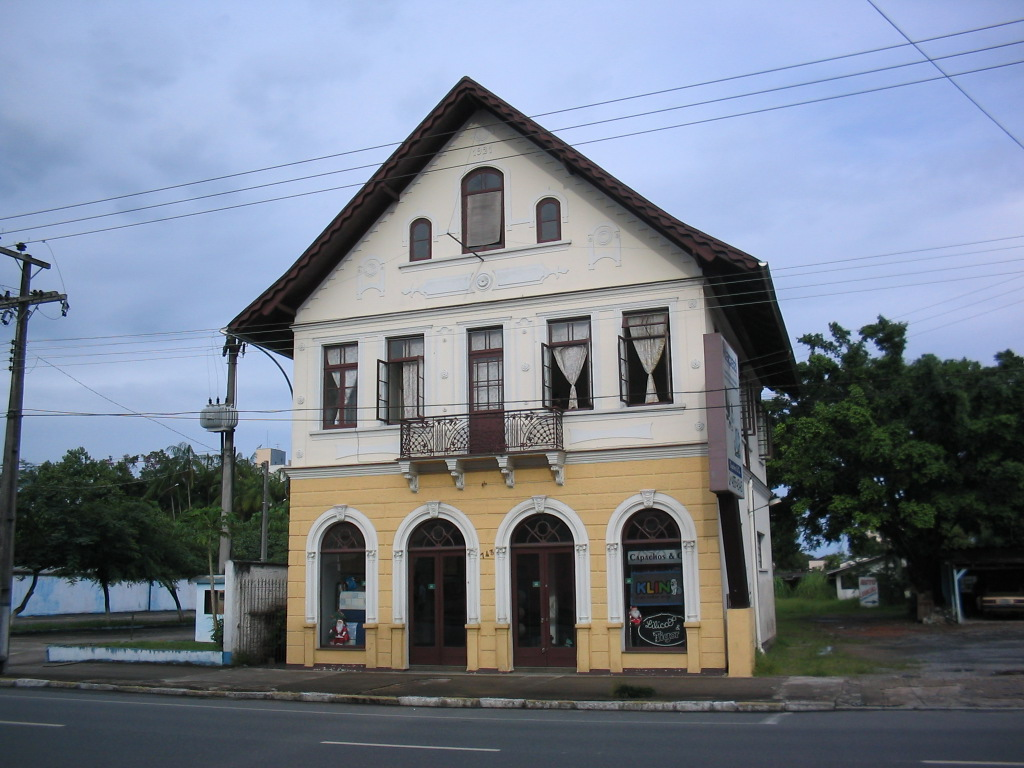
Typowy niemiecki dom w Joinville

Od tego czasu niemiecki jako południowobrazylijski język regionalny jest w zaniku. Niemniej jednak niemiecka obecność nadal zaznacza się w nazwach miejscowości, architekturze i sklepach. Wiele niemieckich szkół zostało ponownie otwartych w latach 50. XX wieku.

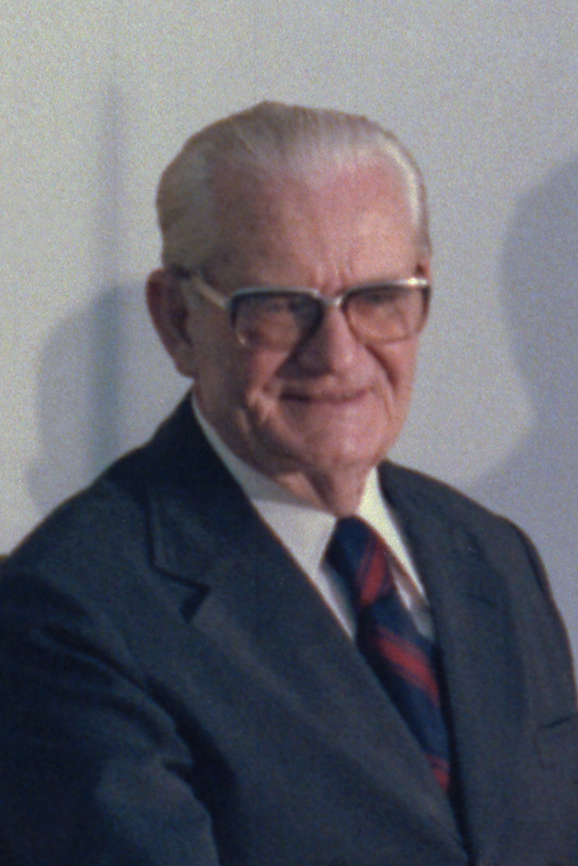
Były prezydent Brazylii Ernesto Geisel posiadający niemieckie korzenie

Niemcy są uważani za najlepszych rzemieślników w Brazylii, produkując buty, artykuły skórzane, meble, tekstylia, węgiel drzewny, urządzenia mechaniczne itd., jak również dobrzy rolnicy. Wiele brazylijskich miast zostało zbudowanych w oparciu o tradycję architektury niemieckiej.
Niemieckie wpływy w kulturze brazylijskiej są dość znaczące. Dzisiaj Brazylia obchodzi Oktoberfest w Blumenau, który znacznie spopularyzował spożycie piwa w Brazylii czyniąc je jednym z popularniejszych napojów alkoholowych w Brazylii.
Niemcy jako pierwsi wprowadzili wiarę protestancką oraz byli prekursorami w uprawie pszenicy i hodowli świń w Brazylii.